# Vassili Adodouroff
Vassili Evdokimovitch Adodouroff ou Adadouroff (voire Ododouroff, en russe : Василий Евдокимович Адодуров), né le 15 mars 1709 à Novgorod et mort à Moscou le 5 novembre 1780, est un célèbre savant russe.

## Biographie

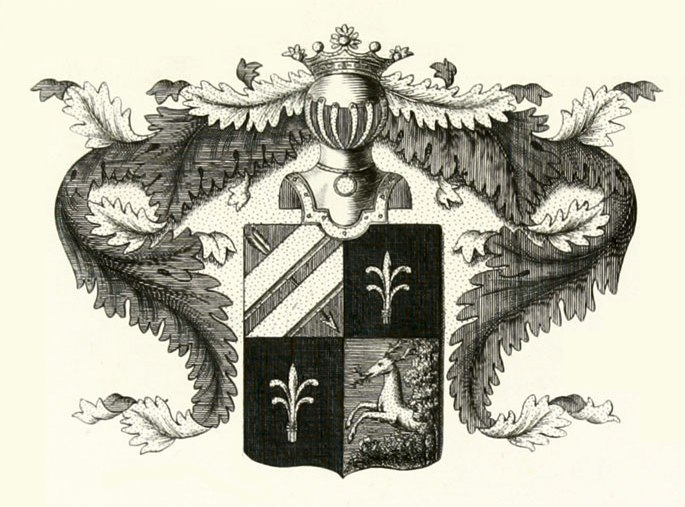
Armes des Adadouroff, vraisemblablement dessinées par Vassili Evdokimovitch

Issu d'une famille d'ancienne noblesse, parent de Joukowsky, de Wulf et de Pouchkine.
Après des études religieuses à Novgorod, il intègre en 1723 la jeune Académie slavo-gréco-latine, dont il sort trois ans après pour devenir étudiant en mathématiques à l'Université, où il sera le principal élève et disciple de Daniel Bernoulli (1700-1782).
En 1733, il est nommé professeur adjoint de mathématiques et traducteur d'allemand ; en 1735, il est affecté avec le poète Vassili Trediakovski (1703-1769) aux études de russe de l'Académie des Sciences de Saint-Pétersbourg, afin d'y normaliser la langue et la grammaire russe, et de traduire les ouvrages scientifiques étrangers. En 1736, il encadre une mission d'étudiants de Moscou, dont le jeune Mikhaïl Lomonossov (1711-1765).
En 1741, il est nommé au Département de l'héraldique, qu'il supervise (Geroldmeister) de 1753 à 1755 ; on lui doit d'avoir fixé les grandes règles de l'héraldique russe, appliquées aux quelque trois cents blasons qu'il dessina pour les grenadiers du régiment Préobrajenski qui portèrent Elisabeth Petrovna sur le trône.
En 1744, il est recruté par le comte Alexis Razoumovski, favori d'Elisabeth Pétrovna, en tant que précepteur de la princesse Sophie d'Anhalt-Zerbst, afin de la former au russe et à la culture de la Cour avant son mariage. Malgré quelque temps de disgrâce (1759), son élève, une fois devenue impératrice, le nommera en 1762 curateur de l'Université de Moscou, où il enseignera les mathématiques jusqu'en 1778. Il sera ensuite fait sénateur en 1774, puis (1778) membre honoraire de l'Académie des Sciences et finalement conseiller d’État (à compter de cette époque, il réside plus souvent à Saint-Pétersbourg qu'à Moscou).
Il traduisit plusieurs ouvrages allemands (notamment des mathématiciens Euler et Kraft), latins et russes, et rédigea la première grammaire raisonnée de la langue russe. On lui doit aussi les premières règles d'orthographe russe.
Marié en 1749 à Elisabeth Dmitrievna Mouravieva († 1770), fille d'un lieutenant du régiment Préobrajensky, qui lui apporta en dot un domaine de 1500 âmes.
Sa tombe se trouve dans la Laure Saint-Alexandre-Nevski.

## Œuvres
- Lexique allemand-latin-russe et abrégé de grammaire russe (Немецко-латинско-русский лексикон с краткой русской грамматикой - 1731) ; En fait, si le lexique est surtout dû à Ehrenreich Weissmann, l'abrégé de grammaire qui lui fait suite fut rédigé en totalité par Adadouroff.
- Traduction en allemand du Code du tsar Alexis Mikhailovitch (Уложение царя Алексея Михайловича - 1736)
- Rudiments de la langue russe (Anfangsgründe der russischen Sprache - 1737)
- Note sur les signes ъ et ь (Заметка о “ъ” и “ь” - 1737)
- Grammaire (Грамматика - 1738)
- Traduction en russe de l'Abrégé pour la connaissance des machines simples et complexes (Краткое руководство к познанию простых и сложных машин - 1739), ouvrage de Kraft
- Abrégé d'arithmétique, à l'suage du Lycée de l'Académie des Sciences (Краткое руководство к арифметике, для употребления в гимназии при Академии наук - 1739), d'après Euler
- Règles de l'orthographe russe (Правила российской орфографии - 1768)

## Sources
- Dictionnaire biographique russe, 1902